# Великие Луки (станция)

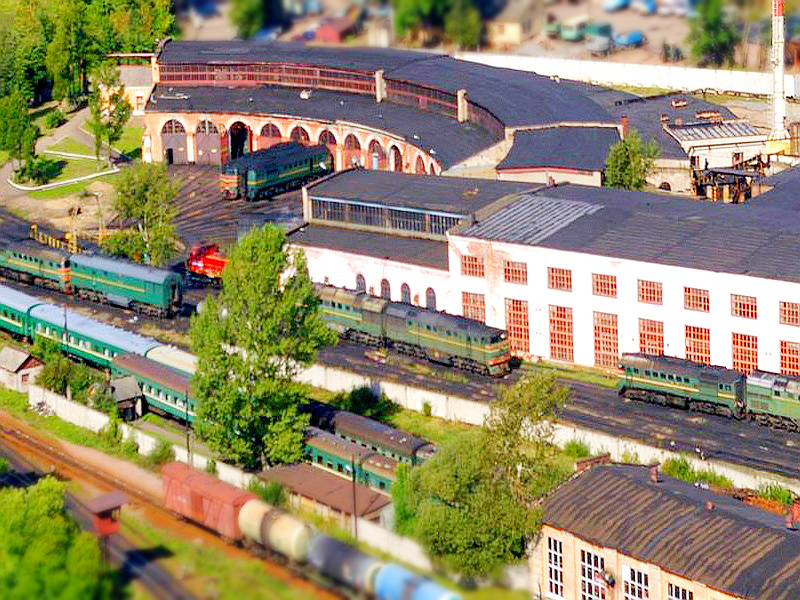
Железнодорожное локомотивное депо г. Великие Луки (веерного типа с поворотным кругом)

Вели́кие Лу́ки — узловая железнодорожная станция Октябрьской железной дороги в городе Великие Луки Псковской области. Открыта в 1901 году после завершения строительства Московско-Виндавской железнодорожной линии «Обществом Московско-Виндаво-Рыбинской железной дороги». На станции пересекаются железнодорожные линии Москва — Ржев — Великие Луки — Себеж — Рига и Бологое — Полоцк.

## История
Первый поезд прибыл на станцию в сентябре 1901 года, в 1904 году с открытием регулярного движения по линии Москва — Виндава было организовано пассажирское движение дальнего следования. К 1907 году через станцию была также проведена Бологое-Полоцкая железнодорожная линия, тогда же взамен существовавшего деревянного здания вокзала появилось новое каменное. С развитием движения при станции открылись железнодорожные мастерские, локомотивное и вагонное депо, появилось техническое училище, в городе численно вырос состав рабочего класса, а также увеличился торговый оборот местных ярмарок.
В 1943 году во время Великой Отечественной войны в районе станции проходили ожесточённые бои, в результате которых практически полностью было уничтожено железнодорожное хозяйство. В 1944 году станция с восстановленными зданиями вокзала и депо вновь сильно пострадала в результате налёта немецкой авиации. После войны железнодорожный вокзал был восстановлен, а в начале 1960-х перестроен.

## Описание
Современная инфраструктура станции включает в себя вокзал островного типа, перроны с северной (Октябрьской) и южной (Балтийской) сторон, пешеходный путепровод, а также вагонное депо, ремонтное депо (ТЧР-33 Окт) и локомотивно-моторвагонное депо Великие Луки (ТЧЭ-31 Окт), имеющее в своём составе тепловозы ТЭП70, 2ТЭ116, М62 (2М62) и дизель-поезда РА1 и РА2. Локомотивное депо является базовым для целого региона и имеет филиал в Новосокольниках (ранее в ТЧ-31 входили также депо станций Ржев-II, Дно и других).

## Сообщение

### Дальнее следование
Со станции отправляются поезда дальнего следования на Санкт-Петербург, Псков и Москву. Их периодичность постоянно меняется и зависит от времени года и наличия выходных и праздничных дней.  
| № поезда            | Маршрут движения               | № поезда            | Маршрут движения               | Примечание |
| ------------------- | ------------------------------ | ------------------- | ------------------------------ | --- |
| 1 "Латвия-Экспресс" | Москва — Рига                  | 2 "Латвия-Экспресс" | Рига — Москва                  | Отменен с 15 марта 2020 года |
| 061А                | Москва — Великие Луки          | 062А                | Великие Луки — Москва          | С 1 мая 2021 года переведен с Рижского на Белорусский вокзал в Москве                                                                |
| 063А                | Москва — Псков                 | 064А                | Псков — Москва                 | С 1 мая 2021 года переведен с Рижского на Белорусский вокзал в Москве                                                                |
| 607                 | Великие Луки — Санкт-Петербург | 608                 | Санкт-Петербург — Великие Луки | До 9 декабря 2023 года курсировал под номером 677/678. С 30 мая 2021 года был переведен с Витебского на Ладожский вокзал Петербурга. |
| 015/677/678         | Мурманск — Великие Луки        | 677/678/016         | Великие Луки — Мурманск        | Вагон беспересадочного сообщения |

#### Поезд №1/2
Вплоть до отмены в марте 2020 года здесь имели остановку проходящие поезда Москва — Рига.

#### Поезда №61/62/63/64
Поезда №061А/062А и 063А/064А на участке Москва – Великие Луки идут одинаковым расписанием, но для поезда №061А/062А Великие Луки являются конечной станцией, а поезд №063А/064А продолжает движение до Пскова. Оба поезда завязаны в общий оборот и обслуживаются одними и теми же составами и поездными бригадами формирования депо Псков-Пассажирский.
До 2020 года поезд №063А/064А имел номер 663/664, но после открытия Московских центральных диаметров был ускорен и переведен из разряда пассажирских в разряд скорых. При этом поезд №061А/062А оставался пассажирским и имел номер 661АА/662АА вплоть до мая 2021 года, когда был переведен с Рижского вокзала Москвы на Белорусский, после чего у поезда увеличилось время в пути и средняя скорость, что и привело к переводу в разряд скорых и, как следствие, к росту тарифов. Изначально перевод поездов с Рижского вокзала на Белорусский был запланирован на 1 марта 2021 года, но в итоге его отсрочили до 1 мая 2021 года.
Начиная с 2019 года поезда из Москвы до Великих Лук (Пскова) ходят, в среднем, три раза в неделю вне сезона (с октября по апрель) и шесть раз в неделю в «высокий» сезон (с мая по сентябрь). Однако в ноябре–декабре 2021 года курсирование поезда было сокращено до двух раз в неделю.
Начиная с 2021 года на период новогодних праздников поезду №063А сообщением Москва – Псков меняется расписание. В дни каникул поезд курсирует каждый день с временем отправления из Москвы в 16:16 и временем прибытия в Великие Луки в 03:40. 

#### Поезд №607/607
Поезд №607А/607У сообщением Санкт-Петербург (Ладожский вокзал) – Великие Луки курсирует круглогодично – 6-7 дней в неделю в зависимости от сезона (с сентября по май не ходит по субботам). 
С 30 мая 2021 года был переведен с Витебского на Ладожский вокзал Петербурга. Это было связано с включением в состав поезда вагонов беспересадочного сообщения Мурманск – Великие Луки и Мурманск – Псков (отменены с декабря 2024 года в связи с назначением поезда Мурманск – Псков). На участке Мурманск – Санкт-Петербург они следуют в составе поезда №15/16 Мурманск – Москва и прибывают на Ладожский вокзал.
12 декабря 2022 года поезду была введена остановка у платформы Купчино в Петербурге. В декабре 2024 года она планировалось к отмене. По состоянию на 2025 год данная остановка в расписании поезда имеется.
До 9 декабря 2023 года курсировал под номером 677ЧА/678ЧА.
Начиная с 22 августа 2025 года поезд вновь отправляется с Витебского вокзала Петербурга, а с 26 октября 2025 года его номер изменен на 377/378.

#### Вагоны беспересадочного сообщения Москва – Себеж и Петербург – Себеж
Вплоть до 27 мая 2012 года через Великие Луки ходили беспересадочные вагоны Москва – Себеж. До Великих Лук они следовали в составе поезда №661/662, далее в составе пригородного поезда Великие Луки – Себеж. 
Тогда же были отменены вагоны Петербург – Себеж. Из перецепляли к тому же пригородному поезду Великие Луки – Себеж, но не в Великих Луках, а в Новосокольниках.
29 мая 2015 года Федеральная пассажирская компания организовала мультимодальный маршрут Москва – Великие Луки – Себеж. Пассажирам предлагалось доехать до Великих Лук на поезде, где их ожидал согласованный по времени отправления автобус, который следовал дальше с остановками в Новосокольниках, Пустошке, Идрице и Себеже. 1 марта 2018 года этот маршрут был отменен в связи с назначением остановок в Пустошке и Идрице поезду №1/2 Москва – Рига (в составе этого поезда курсировали вагоны беспересадочного сообщения Петербург – Рига). После отмены поезда №1/2 в марте 2020 года прямое железнодорожное сообщение Москвы и Петербурга с Пустошкой, Идрицей и Себежем было приостановлено.
В мае 2024 года в РЖД назначили вагоны беспересадочного сообщения Москва – Себеж и Санкт-Петербург – Себеж (по одному плацкартному и одному купейному вагону на каждом направлении) с перецепкой на станции Великие Луки. Они курсировали с даты отправления 17 мая (первые рейсы из Москвы и Петербурга) до 1 сентября (последние рейсы из Себежа) один раз в неделю, отправлением из Москвы и Петербурга по пятницам из Себежа по воскресеньям. До Великих Лук вагоны следовали в составе поездов №63/64 Москва – Псков и №607/608 Петербург – Великие Луки.
Для следования от Великих Лук до Себежа и обратно был назначен пассажирский поезд №693/694. В первоначальном варианте расписания поезд останавливался только в Новосокольниках, Пустошке и Идрице, однако после публикаций в прессе ему добавили остановки в Маево, Забелье и Нащекино. 
Летом 2025 года вагоны продолжили курсировать раз в неделю. От Великих Лук до Себежа вагоны проследовали в составе поезда №263/264. В летнем сезоне 2025 года поезд ходил со следующими остановками: Воробецкая, Новосокольники, Выдумка, Маево, Забелье, Пустошка, Брыканово, Нащекино, Идрица, Заваруйка.

### Дополнительные поезда
На праздники, а также в дни увеличенного пассажиропотока назначаются дополнительные поезда в Москву, Псков, Санкт-Петербург.
| 293 | 30 апреля 2021 года                                   | 09:50                                                        | Санкт-Петербург – Великие Луки | 30 апреля 2021 года                                   | 17:50                                                        | |
| 295 | 30 апреля 2021 года                                   | 21:46                                                        | Санкт-Петербург – Великие Луки | 1 мая 2021 года                                       | 08:35                                                        | Поезд проследовал через Новосокольники, Невель                                                                             |
| 221 | 30 декабря 2021 года                                  | 22:40                                                        | Петрозаводск — Великие Луки    | 31 декабря 2021 года                                  | 16:25                                                        | Поезд проследовал через Ладожский вокзал Санкт-Петербурга                                                                  |
| 293 | 29 апреля 2022 года                                   | 21:46                                                        | Санкт-Петербург – Великие Луки | 30 апреля 2022 года                                   | 05:22                                                        | |
| 293 | 10 мая 2022 года                                      | 21:15                                                        | Великие Луки – Санкт-Петербург | 11 мая 2022 года                                      | 05:44                                                        | |
| 293 | 3 ноября 2022 года                                    | 19:39                                                        | Санкт-Петербург – Великие Луки | 4 ноября 2022 года                                    | 05:15                                                        | |
| 293 | 6 ноября 2022 года                                    | 22:18                                                        | Великие Луки – Санкт-Петербург | 7 ноября 2022 года                                    | 07:02                                                        | |
| 217 | 29 декабря 2022 года, 3, 7, 8 января 2023             | 16:52 (29.12.22), 22:00 (3, 8.01.23), 22.10 (7.01.23)        | Санкт-Петербург – Москва       | 30 декабря 2022 года, 4, 8, 9 января 2023 года        | 11:13 (30.12.22), 17:02 (4, 8, 9.01.22)                      | Поезд назначен на разные дни разным расписанием, но с одинаковым номером. Маршрут через Вязьму, Ржев, Новосокольники, Дно. |
| 217 | 28, 30 декабря 2022 года, 3, 5, 7, 8 января 2023 года | 16:16 (28, 30.12.22), 21:15 (3, 5, 7.01.23), 23:58 (8.01.23) | Москва – Санкт-Петербург       | 29, 31 декабря 2022 года, 4, 6, 8, 9 января 2023 года | 11:10 (29, 31.12.22), 15:08 (4, 6, 8.01.23), 17.02 (9.01.23) | Поезд назначен на разные дни разным расписанием, но с одинаковым номером. Маршрут через Вязьму, Ржев, Новосокольники, Дно. |
| 693 | 22 февраля 2023 года                                  | 22:15                                                        | Санкт-Петербург – Великие Луки | 23 февраля 2023 года                                  | 9:40                                                         | Поезд проследовал через Новосокольники, Невель                                                                             |
| 694 | 26 февраля 2023 года                                  | 16:45                                                        | Санкт-Петербург – Великие Луки | 27 февраля 2023 года                                  | 06:00                                                        | Поезд проследовал через Новосокольники, Невель                                                                             |
| 293 | 27 октября, 3 ноября 2023 года                        | 20:40                                                        | Санкт-Петербург – Великие Луки | 28 октября, 4 ноября 2023 года                        | 05:20                                                        | Поезд проследовал через Новосокольники                                                                                     |
| 293 | 29 октября, 6 ноября 2023 года                        | 23:00                                                        | Великие Луки – Санкт-Петербург | 30 октября, 7 ноября 2023 года                        | 08:24                                                        | Поезд проследовал через Новосокольники                                                                                     |
| 217 | 29 декабря 2023 года, 3–8 января 2024                 | 17:15                                                        | Санкт-Петербург – Москва       | 30 декабря 2023 года, 4–9 января 2024 года            | 10:53                                                        | Маршрут через Вязьму, Ржев, Новосокольники, Дно.                                                                           |
| 217 | 29, 30 декабря 2023 года, 2–8 января 2024 года        | 16:10 (30.12.23, 08.01.24), 21:15 (29.12.23, 2-7.01.24)      | Москва – Санкт-Петербург       | 30–31 декабря 2023 года, 3–9 января 2024 года         | 11:10 (31.12.23, 09.01.24), 14:10 (3-8.01.24)                | Поезд назначен на разные дни разным расписанием, но с одинаковым номером. Маршрут через Вязьму, Ржев, Новосокольники, Дно. |
| 283 | 30 декабря 2023 года                                  | 21:48                                                        | Санкт-Петербург – Брянск       | 31 декабря 2023 года                                  | 20:17                                                        | Маршрут через Новосокольники, Ржев, Вязьма, Смоленск.                                                                      |

### Пригородные поезда
По состоянию на 1 декабря 2021 года, движение пригородных поездов осуществляется в направлениях на Псков, Невель, Новосокольники, Торопец — Осташков — Бологое, Себеж и Земцы — Нелидово.

##### Великие Луки – Себеж
Поезд №6509/6510 Великие Луки – Себеж возобновлен 8 октября 2021 года после шестилетнего перерыва. Поезд курсирует отправлением из Великих Лук по пятницам, субботам и воскресеньям в 16:50, из Себежа – по субботам, воскресеньям и понедельникам с прибытием в Великие Луки в 10:15. В прошлые годы администрация Псковской области отвечала неоднократными отказами жителям региона на просьбу восстановить поезд, о чём писала местная пресса. Новое расписание также стало предметом критики в железнодорожном сообществе, потому что поезд не согласован по времени прибытия и отправления с поездами на Москву и Санкт-Петербург, а также не подходит для поездок в Великие Луки из окрестных населенных пунктов по будним дням.

##### Великие Луки — Осташков — Бологое
Поезда Великие Луки — Бологое курсирует в зависимости от времени года от пяти раз до семи в неделю. Фактически поезд проходит весь маршрут одним составом, но формально он разбит на две части — Великие Луки — Осташков и Осташков — Бологое. Оба поезда согласованы по времени и пассажир, которые проезжает весь маршрут, может не выходить в Осташкове из вагона, однако формально маршрут поезда разделен на две части из-за ограничения в 200 км для пригородных поездов, следующих между разными регионами.
По субботам и воскресеньям на участке Бологое — Осташков — Бологое поезд следует под паровозной тягой и называется ретропоезд «Селигер». При движении из Бологого поезд делает остановку на станции Куженкино продолжительностью 30 минут, в ходе которой пассажиры могут осмотреть исторический вокзал и инфраструктуру станции. Со 2 октября 2021 года в составе поезда курсируют новые вагоны производства Тверского вагоностроительного завода, которые получили фирменную зелёную ливрею «Ретропоезд „Селигер“».

### Поезд Деда Мороза
29 декабря 2022 года город Великие Луки впервые посетил Поезд Деда Мороза.

### Электрическая централизация
В 2010 году станция была полностью переведена на электрическую централизацию управления стрелочными переводами и сигналами. Таким образом, единственной узловой станцией на Рижской магистрали на ручном управлении остались Новосокольники.

## Галерея

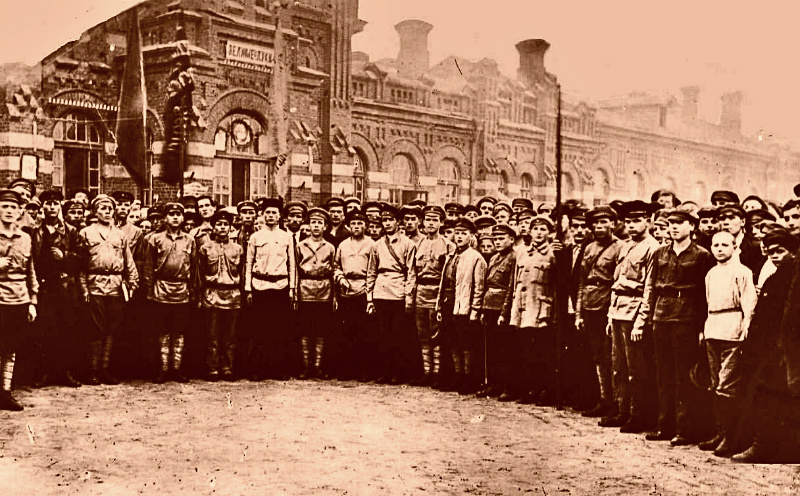
У вокзала г. Великие Луки отряд железнодорожников перед отправкой на фронт
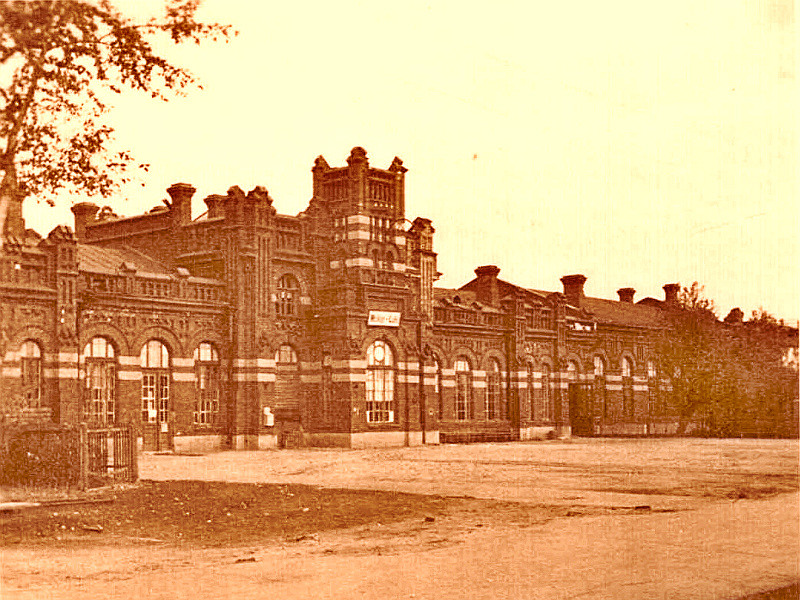
Довоенное здание Великолукского железнодорожного вокзала
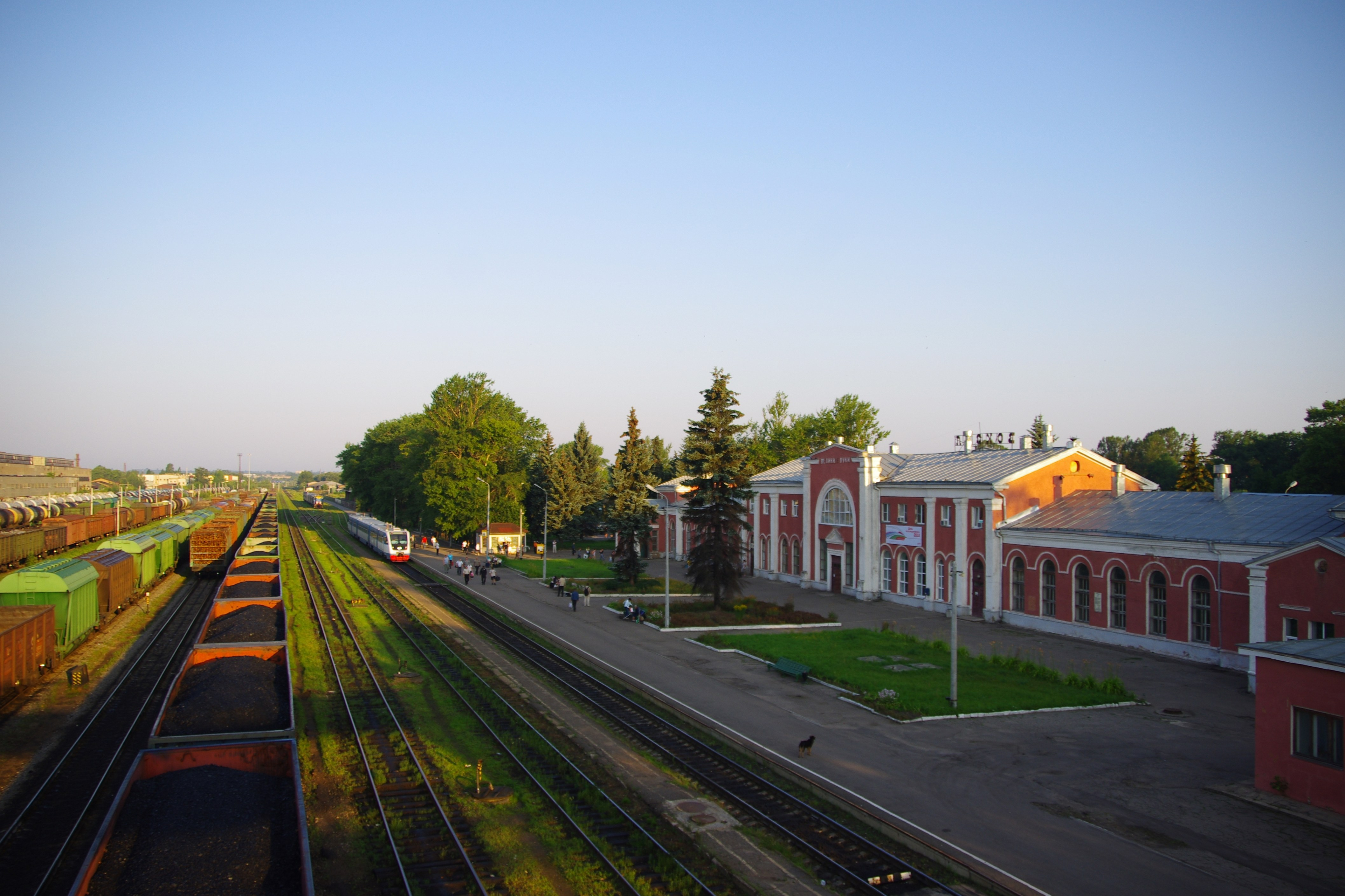
Балтийская сторона (южная)
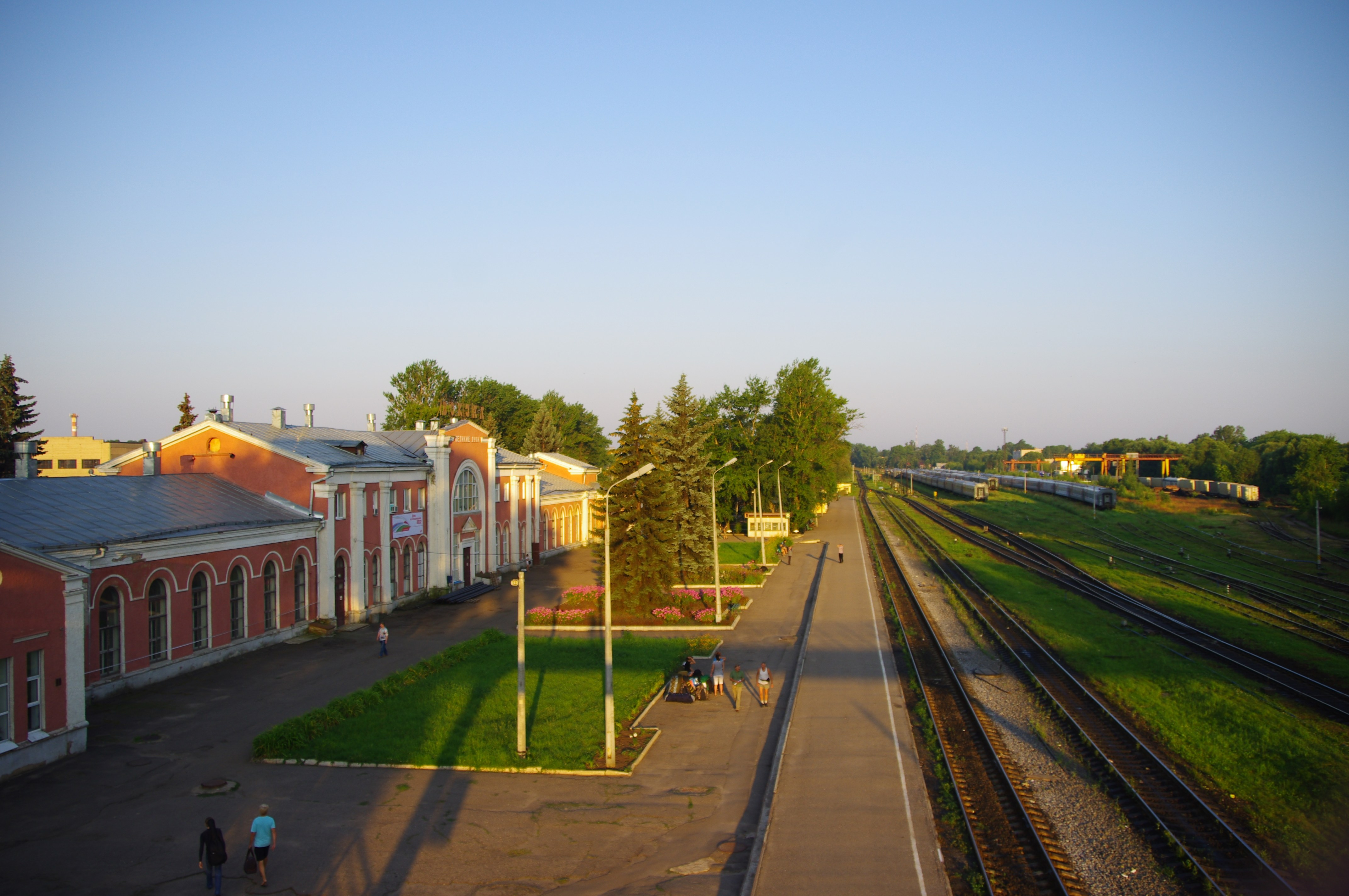
Октябрьская сторона (северная)